# Peter Rumal Kharadi
Peter Rumal Kharadi (ur. 10 kwietnia 1959 w Kaldela) – indyjski duchowny rzymskokatolicki, administrator apostolski Jhabua w latach 2021-2023, biskup diecezjalny Jhabua od 2024. 

## Życiorys

### Prezbiterat
6 kwietnia 1988 przyjął święcenia kapłańskie, został inkardynowany do diecezji Udaipur. Od 2002 wszedł w skład duchowieństwa nowopowstałej diecezji Jhabua. Poza wykształceniem teologicznym posiada także tytuł magistra administracji publicznej na Uniwersytecie w Nagpur. 
Bezpośrednio po przyjęciu święceń w latach 1988-1991 oraz 1991-1996 był wikariuszem w parafiach Maskamodi  i Thandla. Do 2006 pełnił obowiązki proboszcza w parafiach diecezjalnych. W latach 2006–2008 oraz 2009-2013 był proboszczem katedry w  Jhabua, wikariuszem generalnym oraz kanclerzem diecezji (2008-2009 oraz 2013-2015). 

### Episkopat
W latach 2021–2023 pełnił funkcję administratora apostolskiego diecezji Jhabua. 30 grudnia 2023 papież Franciszek mianował biskupem diecezjalnym tej diecezji. Sakry udzielił 27 stycznia 2024 arcybiskup Arockia Sebastian Durairaj.